# Sełycziwka
Sełycziwka (ukr. Селичівка) – wieś na Ukrainie, w obwodzie kijowskim, w rejonie browarskim, w hromadzie Barysziwka. W 2001 liczyła 1097 mieszkańców, spośród których 1070 wskazało jako ojczysty język ukraiński, 20 rosyjski, 3 mołdawski, 1 białoruski, a 3 inny.